# Діжонський трамвай
Діжонський трамвай (фр. Tramway de Dijon) — трамвайна мережа французького міста Діжон.

## Історія
Перші трамваї на електричній тязі на вулицях міста з'явилися у 1895 році. На відміну від інших французьких міст у яких в міжвоєнний період почалася ліквідація трамвайних мереж, в Діжоні у 1930-х роках мережа була модернізована та навіть розширена. Але у 1950-х роках трамвай все ж не витримав конкуренції з боку автобусу, і почалося стрімке скорочення мережі. У 1960 році в місті залишилася лише одна діюча лінія, яка була ліквідована у грудні наступного року. 
Починаючи з 1950 року в місті також існувала тролейбусна мережа, але вона пропрацювала лише 16 років до 1966 року. Після чого громадський транспорт міста майже на 50 років був представлений лише автобусами. 

## Сучасна мережа
На початку 2000-х повстало питання модернізації існуючої системи громадського транспорту Діжона, що перестала відповідати потребам міста. У 2004 році були кардинально реорганізовані маршрути автобусу, але це не виправило становище, і почалися розмови про необхідність спорудження рейкового транспорту. У 2008 року на розгляд міської влади були представлені проєкти шинного та класичного трамваю. У листопаді того ж року був затверджений проєкт, хоча і дорожчого зате надійнішого класичного трамваю, будівництво якого почалося наступного року. Початкова ділянка мережі була відкрита 1 вересня 2012 року , у повному складі мережа з двох ліній довжиною 20 км з 34 зупинками запрацювала на початку грудня того ж року.

## Рухомий склад
Систему обслуговують 33 зчленованих, п'ятисекційних, низькопідлогових трамваїв alstom citadis 302. Трамваї були замовлені спільно з містом Брест в якому також будувалася трамвайна мережа, за рахунок більшої кількості замовлених трамваїв вдалося заощадити близько 25% від вартості кожного трамваю.  

## Галерея

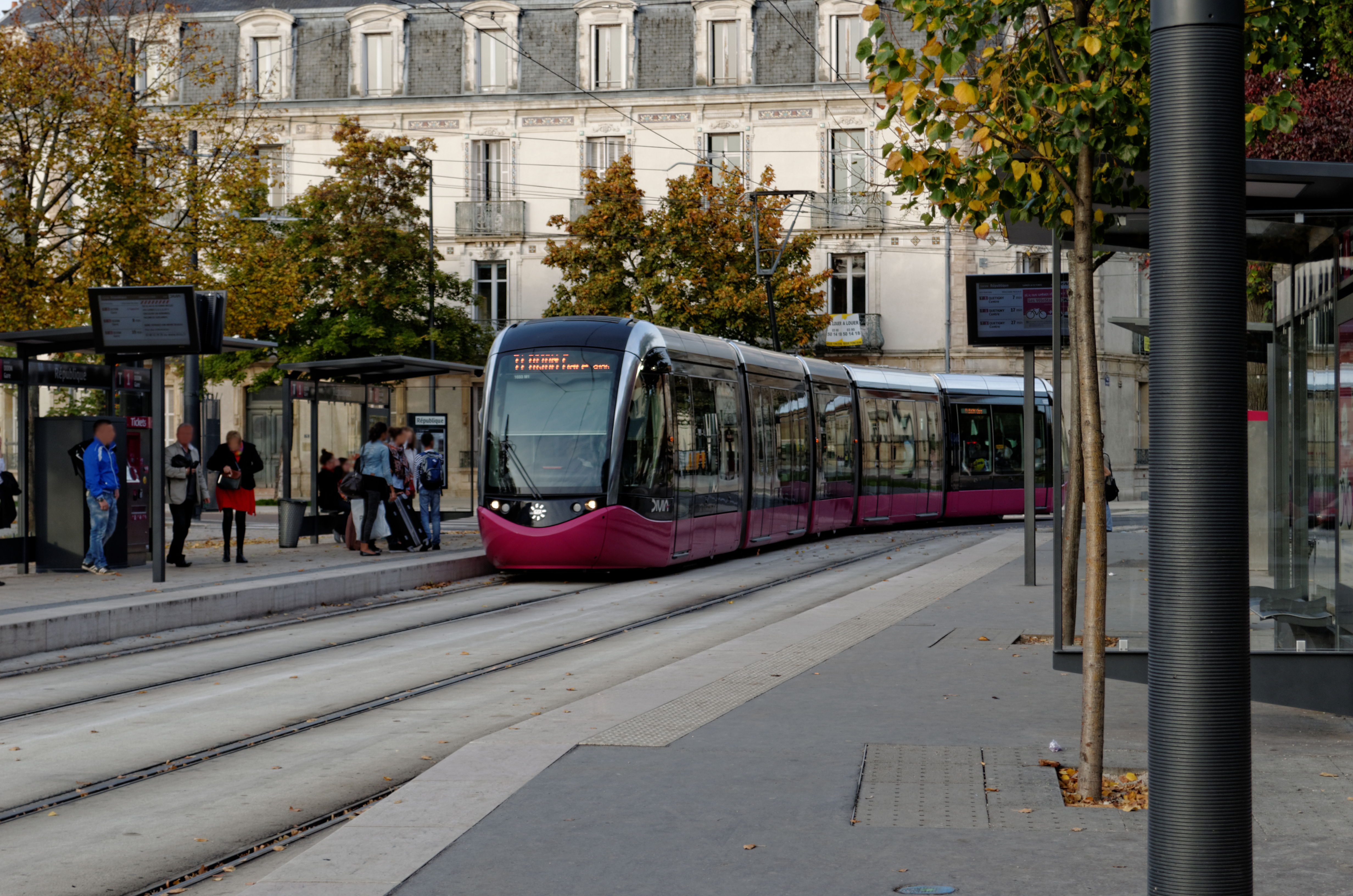
Трамвай на одній із зупинок
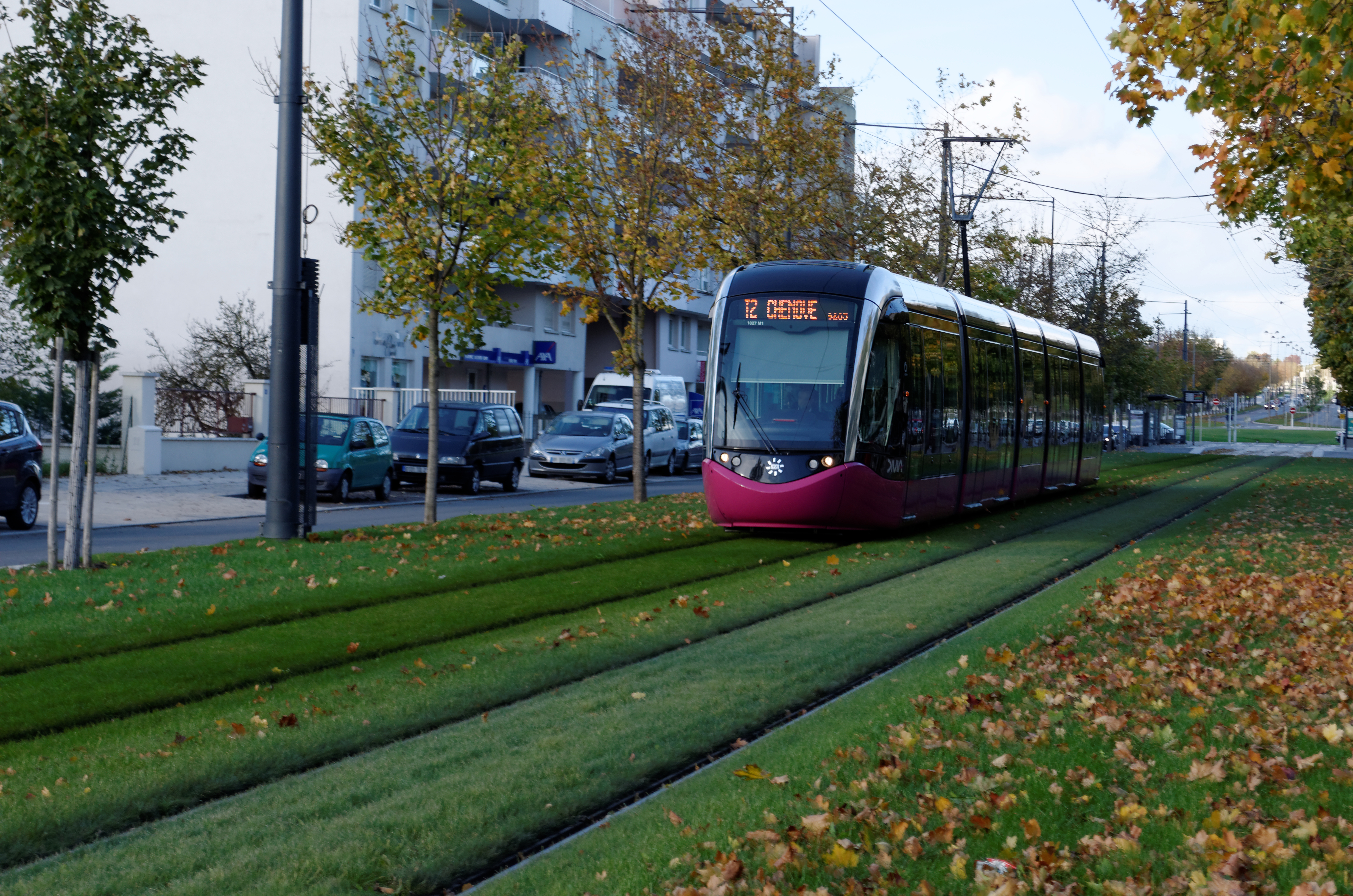
Трамвай на дистанції з трав'яним покриттям